# Żelice, West Pomeranian Voivodeship
Żelice [ʐɛˈlʲit͡sɛ] là một khu định cư ở quận hành chính của Gmina barlinek, trong Myśliborski, Zachodniopomorskie, ở tây bắc Ba Lan. Nó nằm khoảng 12 kilômét (7 mi) về phía tây bắc của Barlinek, 18 km (11 mi) phía đông bắc Myślibórz và 52 km (32 mi) về phía đông nam của thủ đô khu vực Szczecin.